# 李英淑
李英淑（韓語：이영숙，1970年5月9日—），是韓國已退役女子羽球運動員。
李英淑專長女子單打，曾於1987年贏得丹麥羽球公開賽冠軍。1988年，她贏得了波蘭羽球公開賽冠軍，並在全英羽球公開賽獲得亞軍。1990年，她在印尼羽球公開賽贏得冠軍，並獲得泰國羽球公開賽亞軍和亞運會銀牌。